# Pavillon de l'Illinois (1893)
Le pavillon d'Illinois est un bâtiment éphémère de la fin du XIXe siècle construit dans le cadre de l'Exposition universelle de 1893 qui s'est tenue à Chicago, aux États-Unis.

## Histoire
La cérémonie d'inauguration a lieu le 19 mai 1893, à partir de midi. Plusieurs milliers de personnes y assistent avec une représentation de chaque comté de l'État de l'Illinois par des notabilités, marchands, juristes, agriculteurs, professeurs ou médecins.